# 387 Aquitania
387 Aquitania este un asteroid din centura principală, descoperit pe 5 martie 1894, de Fernand Courty.